# Ren idrott
Ren idrott var en svensk stiftelse som verkade mot dopning och hade svenska idrottsstjärnor som ambassadörer. Deras målgrupp var i första hand idrottande ungdomar mellan 8 och 16 år samt deras ledare och föräldrar. Stiftelsen delade varje år ut priset Ren idrott. Stiftelsen upplöstes 16 juni 2016.

## Målsättning
Målsättningen för Ren idrott var:
- Att motverka bruket av dopingpreparat.
- Att öka medvetenheten hos idrottsledare om doping och hur man arbetar i förebyggande syfte.
- Att öka kunskapen hos aktiva om dopingpreparats skadeverkningar.
- Att genom öka allmänhetens medvetenhet skapa en opinion för en "dopingsfri generation".

## Historia
Ren idrott grundades av bland annat Kajsa Bergqvist och Stefan Holm 2002.
Stiftelse blev omskriven i augusti 2006 då det visade sig att en av stiftelsens anställda, Sven Nylander, använt droger. Stiftelsen fick även uppmärksamhet då den sparkade Magnus Hedman, som var ambassadör för Ren idrott, sedan han 2009 dömts för ringa dopingbrott.

## Ambassadörer
- Marcus Allbäck
- Patrik Andersson
- Malin Baryard-Johnsson
- Kajsa Bergqvist
- Jonas Björkman
- Per Elofsson
- Stefan Holm
- Emma Igelström
- Erica Johansson
- Thomas Johansson
- Caroline Jönsson
- Anna-Karin Kammerling
- Carolina Klüft
- Patrik Klüft
- Robert Kronberg
- Jimisola Laursen
- Anna Lindberg
- Hanna Ljungberg
- Susanne Ljungskog
- Stefan Lövgren
- Kim Martin
- Olof Mellberg
- Jan Nilsson
- Stefan Nystrand
- Christian Olsson
- Staffan Olsson
- Anja Pärson
- Richard Richardsson
- Tony Rickardsson
- Paolo Roberto
- Victoria Svensson
- Johanna Sjöberg
- Staffan Strand
- Magnus Wislander
- Markus Oscarsson
- Henrik Nilsson
- Jörgen Jönsson

## Ren Idrotts pris
Ren Idrotts pris tilldelades varje år en person som har värnat om idrottens grundvärderingar om en "ren idrott" och "fair play". Priset korads av stiftelsens ambassadörer och består av 25 000 kr.

### Pristagare
- 2003: Ulf Karlsson
- 2004: Marika Domanski Lyfors
- 2005: Bengt Saltin
- 2006: Arne Ljungqvist
- 2007: Tommy Moberg
- 2008: Rajne Söderberg
- 2009: Mattias Nilsson samt Wolfgang Pichler[5]
- 2010: Roberto Vacchi
- 2011: Lutfi Kolgjini
- 2012: Jonas Karlsson
- 2013: Stefan Holm
- 2014: Miro Zalar